# Rafael Ángel Calderón Guardia
Rafael Ángel Calderón Guardia (San José, 10 de marzo de 1900-San José, 9 de junio de 1970) fue un médico y político costarricense, 29.º presidente de la República entre 1940 y 1944, caudillo y líder de la tradición política conocida como calderonismo. Se le considera el gran reformador social de la historia de Costa Rica. Es una de las figuras políticas más prominentes de Costa Rica en la segunda mitad del siglo XX. Fue declarado Benemérito de la Patria el 17 de abril de 1974, por acuerdo N.º 1410 de la Asamblea Legislativa de Costa Rica.

## Biografía
Hijo de Rafael Calderón Muñoz y Ana María Guardia Mora, se casó en primeras nupcias con la aristócrata belga Yvonne Clays Spoelders, quien fue la primera mujer que participó en la actividad diplomática costarricense, y en segundas con María del Rosario Fournier Mora, costarricense.
Fue secretario de la Legación especial enviada a Honduras en 1919 por el dictador Federico Tinoco Granados.
Estudió medicina en Francia y Bélgica. Estando en ese país, conoció la doctrina social de la Iglesia Católica (conocida hoy en día como socialcristianismo), que fue su guía para asumir una posición política e ideológica en favor de los más necesitados del país. A su compromiso con esta ideología contribuyeron también el pensamiento de su padre, el Doctor Calderón Muñoz, y de su suegro belga Joseph Clays.
En 1927, poco después de su matrimonio con Yvonne, dio su regreso a Costa Rica y se dedicó al ejercicio de su profesión. Llegó a ser Cirujano Jefe del Hospital San Juan de Dios. Mientras ejercía su labor en los años 1930, en la que ganó fama de hombre generoso y caritativo, participó activamente en política y fue Diputado por San José y Presidente del Congreso Constitucional. En 1940, con el apoyo del gobierno de León Cortés Castro, fue elegido presidente de la República.
En su gobierno con el apoyo de la Iglesia católica y el líder comunista Manuel Mora Valverde se promulgó el capítulo de la Garantías Sociales en la Constitución Política y el Código de Trabajo. Además, fundó la Universidad de Costa Rica y la Caja Costarricense de Seguro Social que a la postre han dado altos índices de desarrollo humano y esa paz social tan característica en ese país centroamericano. 
Durante la difícil época de la Segunda Guerra Mundial y tras el ataque a Pearl Harbor le declaró la guerra a Alemania y a Japón, antes que lo hiciera el mismo Estados Unidos en el año 1941. Durante este período se denunciaron persecuciones a la población alemana, italiana y japonesa por parte del gobierno. 
Logró que le sucediera Teodoro Picado Michalski, que gobernó de 1944 a 1948 bajo el control de los partidarios de Calderón y del Partido Comunista. De 1944 a 1946 residió en Nueva York.
En las elecciones de 1948 fue nuevamente candidato a la presidencia. Se respiraba un ambiente muy tenso debido a las acusaciones mutuas entre los oficialistas y la oposición sobre un posible fraude electoral (tan común en esa época), aunado a los llamamientos, que desde el interior del país hacía José Figueres Ferrer y su Legión del Caribe (quienes habían prometido derrocar a algunas dictaduras de Latinoamérica principalmente la de Somoza en Nicaragua y la de Trujillo en República Dominicana) para lo cual tenían organizado un ejército de mercenarios listos para la acción y esperando la chispa que encendiera el conflicto que sucedió a continuación. El Gobierno en un intento de apaciguar los ánimos, decidió dejar en manos de la oposición la organización de los comicios de 1948 donde el Tribunal Nacional Electoral declaró provisionalmente electo al candidato opositor, el periodista, Otilio Ulate Blanco. Sin embargo dicha declaratoria se dio fundamentada en los resultados dados en los telegramas enviados por las respectivas juntas receptoras de votos y antes de poder confirmar con el conteo manual el resultado, sucedió un siniestro en el Colegio Superior de Senoritas donde se quemaron, de forma aún no esclarecida, las papeletas para Presidente; entonces el doctor Calderón Guardia presentó al Congreso una demanda de nulidad de las elecciones presidenciales, aunque no de las legislativas, en las que sus partidarios sí habían obtenido mayoría. El 1 de marzo de 1948 el Congreso, donde la alianza de calderonistas y comunistas tenía mayoría, anuló las elecciones presidenciales. Esto detonó aquella chispa que provocó una guerra civil, en la cual (tras algunos hechos de sangre y la espectacular toma de Cartago, segunda ciudad del país, por parte de los rebeldes del Ejército de Liberación Nacional) las fuerzas del gobierno fueron derrotadas, tras pactar Jose Figueres Ferrer con los comunistas de Manuel Mora quienes controlaban la defensa oficial de la capital. Calderón entonces tuvo que exiliarse primero en Nicaragua y posteriormente se trasladó con su familia a México. En 1949 y 1955 trato de recuperar el poder por la fuerza pero fracasó en el intento.
En 1958 Rafael Ángel regresó pacíficamente al país que lo recibió con vítores, para ser diputado en el gobierno de Mario Echandi Jiménez, aunque no ejerció el cargo. Fue candidato a la presidencia otra vez en 1962, y a pesar de su derrota, hasta su muerte continuó siendo una figura política muy influyente. Fue Embajador de Costa Rica en México de 1966 a 1969.
Fue declarado Benemérito de la Patria por la Asamblea Legislativa de Costa Rica, el 17 de abril de 1974, por acuerdo N.º 1410.
Su hijo Rafael Calderón Fournier fue presidente de Costa Rica de 1990 a 1994.
El museo Dr. Rafael Calderón Guardia, ubicado en Barrio Escalante, San José, fue creado con la misión de recuperar, preservar y de divulgar la vida y obra de Calderón Guardia. Fue creado en 1991 como institución adscrita al Ministerio de Cultura y Juventud.

## Principales Logros

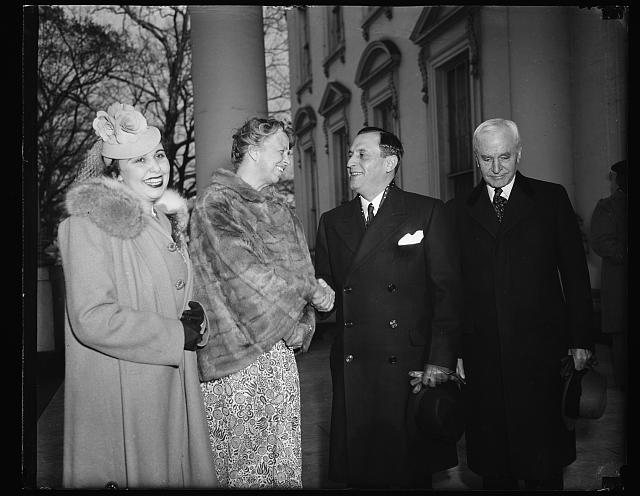
Calderón y su esposa visitando Washington.

- Se promulgó la Ley de Industrias Nuevas en 1940
- Se creó la Sociedad Costarricense de Geografía e Historia en julio de 1940[2]
- Se creó la Orquesta Sinfónica Nacional, por iniciativa de la primera dama Yvonne Clays
- Se firmó el tratado de límites con Panamá (Tratado Echandi-Fernández) en 1941
- Se fundó la Universidad de Costa Rica en 1941
- Se creó la Caja Costarricense del Seguro Social en 1941
- Se incorporó a la Constitución Política el capítulo de Garantías Sociales en 1943
- Promulgó el Código de Trabajo en agosto de 1943